# 쿨교신자
쿨교신자(クール教信者)는 일본의 만화가이다.

## 내력・인물
2007년경부터 만화 투고 사이트 「니토샤」에서 작품 투고를 시작하여, 2011년에는 자신의 공식 사이트에서 발표한 「남편이 무슨 말을 하는지 모르겠다」를 이치진샤에서 단행본화했다. 2012년부터는 「코모리양은 거절할 수 없어!」의 발표를 시작으로, 상업지에서 연재작품을 여러개 갖게 되어 현재에 이르게 된다.

## 작품 리스트

### 연재 작품
- 오죠죠죠 (『망가라이프』, 다케쇼보)
- 코바야시네 메이드래곤 (『월간 액션』, 후타바샤)
- 코모리양은 거절할 수 없어! (『망가 타임 오리지널』, 호분샤)
- 치치치치 (『영챔피언 레츠』, 아키타 쇼텐)
- 피치 보이 리버 사이트 (『주간 영 VIP』, 니토샤)
- 호로빅 러브 (『좀더!』, 아키타 쇼텐)
- 모노노케 셰어링 (『영 매거진 서드』, 고단샤)
- 파라노이어케이지 (『comic 안스리움』, GOD)
- 후루마푸라 (『코믹 전격 대왕 G』, KADOKAWA / 아스키 미디어 워크스)
- 라부타 (『망가 니토푸게라』, 니토샤)(쿨 땅 명의)
- 남편이 무슨 말을 하는지 모르겠다 (작가 자신의 Web 사이트, pixiv 상에서 무료 공개, 이치진샤에서 단행본 발매)

### 연재 종료 작품
- 와사비 뺀 그녀 (『Febri』, 이치진샤)
- 메츠코에게 잘 부탁해 (『Comic REX』, 이치진샤)

### 기타
- 그리자이아의 과실 (제 1화 스폰서 일러스트)